# Parque de la Aguja
El parque de la Aguja (en catalán: parc de l'Agulla) es un lago artificial situado en la ciudad española de Manresa que se empezó a construir en 1966 haciendo una presa y no se llenó hasta el noviembre de 1974. Tiene una superficie de 0,64 km², una profundidad media de 2m (máxima de 4) y puede almacenar 200 000 m³ de agua.
El lago fue construido para asegurar la provisión de agua a Manresa en caso de algún accidente, por este motivo puede ofrecer abastecimiento a los depósitos de la ciudad durante seis o siete días. El parque va enlazado directamente con la planta potabilizadora.

## Actividades
El lago también es el pulmón lúdico de la ciudad ya que el estanque también tiene usos deportivos: el windsurf, el piragüismo...
Al lado del embalse, una gran variedad de árboles, un parque infantil, zonas de paseo, merendero, mobiliario urbano y fuentes tienen una importante finalidad lúdica. 
El parque —que fue creado para evitar la instalación de industrias— entró en funcionamiento en 1977 y fue remodelado en 1986, y constituye el espacio lúdico preferido de muchos manresanos.

## Fauna y flora
Alrededor del lago hay un parque con 622 árboles de veinte especies distintas.
Viviendo en el lago hay diversas especies de peces, pudiéndose destacar las carpas. Estos son muy útiles ya que son indicadores de la calidad del agua que lleva la acequia. Si el agua se contaminase estos peces morirían rápidamente, avisándonos así del peligro.
También hay golondrinas, gaviotas y patos.